# Mazan (Vaucluse)

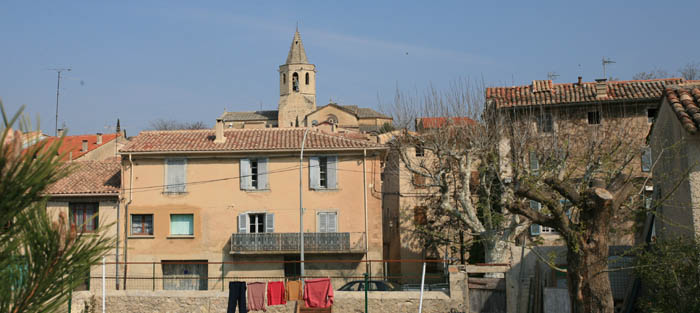

Mazan – miejscowość i gmina we Francji, w regionie Prowansja-Alpy-Lazurowe Wybrzeże, w departamencie Vaucluse.
Według danych na rok 1990 gminę zamieszkiwało 4459 osób, a gęstość zaludnienia wynosiła 118 osób/km² (wśród 963 gmin regionu Prowansja-Alpy-W. Lazurowe Mazan plasuje się na 144. miejscu pod względem liczby ludności, natomiast pod względem powierzchni na miejscu 235.).
W miejscowości znajduje się pałac Château de Mazan, będący niegdyś we władaniu rodu de Sade, kojarzony z postacią markiza de Sade'a. Dziś funkcjonuje jako luksusowy hotel.

## Współpraca
Miejscowość partnerska:
- Moudon, Szwajcaria